# Metrichia trigonella
Metrichia trigonella är en nattsländeart som först beskrevs av Oliver S. Flint Jr. 1972.  Metrichia trigonella ingår i släktet Metrichia och familjen smånattsländor. Inga underarter finns listade i Catalogue of Life.